# Erhan Yılmaz
Erhan Yılmaz (* 16. August 1994 in Hannover) ist ein deutscher Fußballspieler.

## Karriere
Nach seinen Anfängen in der Jugend des DJK TuS Marathon Hannover, des SC Langenhagen und des SV Arminia Hannover wechselte er im Sommer 2012 in die Jugendabteilung des TSV Havelse. In der darauffolgenden Saison wurde er in den Regionalligakader seines Vereins aufgenommen. Er kam für seinen Verein in zwei Spielzeiten auf insgesamt 49 Einsätze, bei denen ihm zwölf Tore gelangen. Im Sommer 2015 erfolgte sein Wechsel in die Schweiz in die 2. Schweizer Liga zum FC Wil. Nachdem er für seinen Verein auf 50 Spiele mit zehn Torerfolgen in zwei Spielzeiten gekommen war, wechselte er im Sommer 2017 in die Türkei in die 2. türkische Liga zu Şanlıurfaspor. Nach nur nach sechs absolvierten Spielen wechselte er im Dezember 2017 zurück in die Schweiz und schloss sich dem FC United Zürich in der 3. Schweizer Liga an. Nach 13 Spielen mit fünf Torerfolgen erfolgte im Sommer 2018 sein Wechsel zurück nach Deutschland zu seinem Jugendverein TSV Havelse. Bereits zur nächsten Spielzeit wechselte er wieder den Verein und schloss sich dem Regionalligisten Sportfreunde Lotte an.
Im Sommer 2020 wechselte er in die Regionalliga Nordost zum FC Viktoria 1889 Berlin. In der Spielzeit 2020/21 wurde er mit der Viktoria Meister in der Regionalliga Nordost und stieg mit dem Verein in die 3. Liga auf. Im Dezember 2021 löste er gemeinsam mit drei Teamkollegen seinen Vertrag aus persönlichen Gründen auf.

## Erfolge
- Regionalliga Nordost-Meister und Aufstieg in Liga 3: 2020/21